# Livingston, Kentucky
Livingston är en stad (city) i Rockcastle County i delstaten Kentucky, USA. 2010 hade staden 226 invånare.